# غودل (أرومية)
غودل هي قرية في مقاطعة أرومية، إيران. يقدر عدد سكانها بـ 115 نسمة بحسب إحصاء 2016.